# Девојка од чоколаде
Девојка од чоколаде је други студијски албум певачице Ане Николић. Албум је објављен 2006. године.